# Irreemplazable
Irreemplazable é o primeiro extended play (EP) da cantora norte-americana Beyoncé. O disco é formado por músicas que foram regravadas de seu segundo álbum de estúdio, B'Day, com versões em espanhol, inglês e espanglês. O álbum foi lançado inicialmente como um disco bônus da edição de luxo de seu segundo álbum de estúdio, antes de ser lançado separadamente pela Columbia Records em 28 de agosto de 2007.
O EP recebeu uma crítica mista feita por Andy Kellman do site Allmusic, que citou a falta de conteúdo e o fato de que o disco foi lançado alguns meses após a edição de luxo do álbum B'Day. Nos Estados Unidos, alcançou a posição de número 105 na Billboard 200 e vendeu mais de 57 mil cópias. O álbum também entrou nas paradas musicais Top R&B/Hip-Hop Albums, Top Latin Albums e Latin Pop Albums.

## Antecedentes e promoção
Beyoncé sempre esteve envolvida pela língua espanhola quando criança, chegando a aprender um pouco da língua, mas esquecendo-se dela pouco depois. Quando foi regravar as faixas para o disco, treinou foneticamente as letras em espanhol, e cada uma foi repetida até quatro vezes para a composição final do EP. Após a experiência, a cantora afirmou que pretende ter aulas de espanhol. John Wenzel do jornal The Denver Post, interpretou o lançamento do álbum como "um esforço para atender o mercado explosivo da música de língua espanhola". Sobre a gravação do álbum, Beyoncé disse: "Ser capaz de conectar com todos os meus fãs é uma grande honra para mim. Eu me diverti muito cantando em espanhol. Isso me lembrou de minha infância em Houston".
Irreemplazable foi lançado como disco bônus na edição de luxo do álbum B'Day, no dia 3 de Abril de 2007, antes de ser lançado separadamente pela Columbia Records em 28 de Agosto do mesmo ano. Porém, o remix de "Get Me Bodied" estava disponível apenas na versão individual do disco. A faixa título do EP foi lançada como single em 17 de Julho de 2007. A cantora compareceu no programa Tr3s Mi TRL em 2 de Agosto de 2007 e mostrou um especial com as cenas de gravação do álbum, intitulado Making of the Spanish EP.

## Composição
"Amor Gitano" primeira faixa do disco, é um dueto feito com o cantor mexicano Alejandro Fernández, a canção foi originalmente gravada para o décimo quinto álbum de estúdio do artista, Viento a Favor. "Listen" canção gravada para o filme Dreamgirls, foi regravada em espanhol e intitulada de "Oye". A faixa título do EP é uma versão espanhola de "Irreplaceable", uma canção que teve um bom desempenho nas tabelas musicas em sua versão em inglês. Três versões de "Beautiful Liar" aparecem no disco, uma versão em espanhol (intitulada "Bello Embustero"), uma versão remixada em inglês e uma versão em spanglish. O álbum também conta com um remix da música "Irreemplazable" e um outro feito por Timbaland de "Get Me Bodied", que tem a participação do rapper Voltio. Um DVD exclusivo foi lançado junto com o álbum nas lojas Wal-Mart, contendo performances gravadas da turnê mundial The Beyoncé Experience, cenas de bastidores e a aparição da cantora no programa de televisão The Early Show, com o documentário chamado La Evolución Latina de Beyoncé.

## Recepção da crítica
| Críticas profissionais | Críticas profissionais |
| Avaliações da crítica  | Avaliações da crítica  |
| Fonte                  | Avaliação              |
| ---------------------- | ---------------------- |
| Allmusic               | [ 11 ]                 |

Dando duas estrelas e meia, Andy Kellman do Allmusic disse que "não há muito no disco" e alegou que ele não era necessário, concluindo que "se você é muito fã de Beyoncé, você provavelmente vai se sentir um pouco por fora — especialmente se você comprou B'Day quando ele saiu em Setembro de 2006 e comprou a edição deluxe sete meses depois, apenas para descobrir que o material bônus seria lançado mais tarde por conta própria (com uma faixa que não foi incluída no disco bônus da edição deluxe!)." Andy selecionou "Amor Gitano", "Irreemplazable" e "Get Me Bodied" como os destaques do EP.

## Faixas
| N.º | Título                                                         | Compositor(es)                                                                                     | Duração |  |
| 1.  | "Amor Gitano" (com Alejandro Fernández)                        | Beyoncé Knowles, Jaime Flores, Reyli                                                               | 3:48    |  |
| 2.  | "Listen (Oye)"                                                 | B. Knowles, Henry Krieger, Scott Cutler, Anne Preven, Rudy Pérez                                   | 3:41    |  |
| 3.  | "Irreplaceable (Irreemplazable)"                               | B. Knowles, Mikkel Storleer Eriksen, Tor Erik Hermansen, Espen Lind, Amund Bjørklund, Ne-Yo, Pérez | 3:48    |  |
| 4.  | "Beautiful Liar (Bello Embustero)"                             | B. Knowles, Eriksen, Hermansen, Amanda Ghost, Ian Dench, Pérez                                     | 3:20    |  |
| 5.  | "Beautiful Liar" (Remix Version) (com Shakira)                 | Mikkel S. Eriksen, Tor Erik Hermansen, Amanda Ghost, Ian Dench, Beyoncé Knowles                    | 3:01    |  |
| 6.  | "Beautiful Liar" (Spanglish Version) (com Sasha a/k/a Beyoncé) | Mikkel S. Eriksen, Tor Erik Hermansen, Amanda Ghost, Ian Dench, Beyoncé Knowles                    | 3:21    |  |
| 7.  | "Irreplaceable (Irreemplazable)" (Norteña Remix)               | Beyoncé Knowles, Shaffer Smith, Mikkel S. Eriksen, Tor Erik Hermansen, Espen Lind, Amund Bjørklund | 3:51    |  |
| 8.  | "Get Me Bodied" (Timbaland Remix) (com Voltio)                 | B. Knowles, Solange Knowles, Swizz Beatz, Sean Garrett, Makeba, Angela Beyincé                     | 6:14    |  |

## Créditos
Os créditos do álbum foram adaptados do Allmusic:
| - April Baldwin – artistas e repertório - Aaron Brougher – artistas e repertório - Eduardo Cabra – produção - Olgui Chirino – produção vocal - Max Gousse – artistas e repertório - Juli Knapp – artistas e repertório | - Beyoncé Knowles – produção executiva, produção, produção vocal - Mathew Knowles – artistas e repertório, produção executiva, administração - Ne-Yo – produção - Rudy Pérez – produção, produção de remix, produção vocal - Timbaland – produção, remixagem - The Underdogs – produção |

## Desempenho nas tabelas musicais
O álbum estreou na Billboard 200 no dia no dia 15 de Setembro de 2007, alcançando a posição de número cento e cinco por vender mais de 6 mil cópias. Permanecendo na tabela musical americana por três semanas consecutivas. O EP entrou na Top R&B/Hip-Hop Albums no número quarenta e um, no dia 5 de Setembro de 2007, permanecendo na parada por cinco semanas. O álbum teve melhor desempenho nas paradas latinas, estreando no número três na Top Latin Albums e no número dois na Latin Pop Albums. O disco permaneceu respectivamente nas paradas musicais por doze e treze semanas. Em 6 de Outubro de 2010 o álbum já tinha vendido mais de 57 mil de cópias nos Estados Unidos.
| Tabelas musicais (2007)                 | Melhor posição |
| --------------------------------------- | -------------- |
| Estados Unidos - Billboard 200          | 105            |
| Estados Unidos - Top R&B/Hip-Hop Albums | 41             |
| Estados Unidos - Top Latin Albums       | 3              |
| Estados Unidos - Latin Pop Albums       | 2              |